# دولة البحرين (1971-2002)
دولة البحرين هو الاسم القديم لمملكة البحرين منذ 1971 حتى 2002. في عام 1971 أعلنت البحرين استقلالها ووقّعت معاهدة صداقة مع المملكة المتحدة. انضمّت البحرين إلى الأمم المتحدة وجامعة الدول العربية لاحقا في السنة ذاتها. أفادت الطفرة النفطية في السبعينيات البحرين كثيراً، على الرغم من أن الركود اللاحق أضر بالاقتصاد. بدأت البلاد بالفعل تنويع اقتصادها واستفادت أكثر من الحرب الأهلية اللبنانية في سبعينيات وثمانينيات القرن العشرين، عندما حلّت البحرين محل بيروت كمركز مالي في الشرق الأوسط بعد أن تم طرد القطاع المصرفي الكبير في لبنان من البلاد بسبب الحرب.

بعد الثورة الإسلامية عام 1979 في إيران، نسق الأصوليون الشيعة في البحرين محاولة انقلاب فاشلة تحت رعاية منظمة الجبهة الإسلامية لتحرير البحرين في عام 1981. كان من المفترض أن يكون الانقلاب قد أنشأ على يد أحد رجال الدين الشيعة المنفيين في إيران، وهو حجة الإسلام هادي المدرسي، كزعيم أعلى يرأس حكومة ثيوقراطية. في ديسمبر 1994، قام مجموعة من الشبان بإلقاء الحجارة على العدائين الإناث خلال ماراثون دولي للركض. النضال الناتج مع الشرطة سرعان ما نما إلى اضطرابات مدنية.

حدثت انتفاضة شعبية بين عامي 1994 و 2000 تضافر فيها اليساريين والليبراليين والمسلمين. ونتج عن هذا الحدث ما يقرب من أربعين حالة وفاة وانتهى الأمر بعد أن أصبح حمد بن عيسى آل خليفة أمير البحرين في عام 1999. وأيد استفتاء الشعبي في فبراير 2001 على نطاق واسع ميثاق العمل الوطني. وضع الملك الانتخابات للبرلمان، وأعطى النساء حق التصويت، وأفرج عن جميع السجناء السياسيين. كجزء من اعتماد ميثاق العمل الوطني في 14 فبراير 2002، غيرت البحرين اسمها الرسمي من دولة البحرين إلى مملكة البحرين.

## التجربة الدستورية
بناء على دستورها الجديد، انتخب الرجال البحرينيون أول جمعية وطنية في عام 1973 (على الرغم من أن المادة 43 من دستور 1973 تنص على أن يتم انتخاب الجمعية «بالاقتراع العام»، الشرط العالمي «وفقًا لأحكام القانون الانتخابي» سمح للنظام بمنع النساء من المشاركة).على الرغم من أن الجمعية والأمير آنذاك عيسى بن سلمان آل خليفة اختلفوا على عدد من القضايا: السياسة الخارجية ؛ الوجود البحري الأمريكي، والميزانية، أكبر اشتباك جاء على قانون أمن الدولة. ورفضت الجمعية التصديق على القانون الذي ترعاه الحكومة، والذي سمح، في جملة أمور، باعتقال واحتجاز أشخاص لمدة تصل إلى ثلاث سنوات (قابلة للتجديد) دون محاكمة.

خلق الجمود التشريعي على هذا القانون أزمة عامة، وفي 25 أغسطس 1975، قام الأمير بحل الجمعية. بعد ذلك صادق الأمير على قانون أمن الدولة بمرسوم، وعلق تلك المواد في الدستور التي تتعامل مع السلطات التشريعية للجمعية. وفي العام نفسه، أنشأ الأمير محكمة أمن الدولة التي لا تخضع أحكامها للاستئناف.

## دستور 1973
تمت صياغة دستور عام 1973 بعد فترة وجيزة من استقلال البحرين عن بريطانيا في عام 1971. وفي عام 1972، أصدر الحاكم عيسى بن سلمان آل خليفة مرسومًا ينص على انتخاب جمعية تأسيسية تكون مسؤولة عن صياغة الدستور والتصديق عليه. كان جمهور الناخبين الجمعية التأسيسية مواطنين من الذكور يبلغون من العمر عشرين سنة أو أكثر. تألفت الجمعية التأسيسية من اثنين وعشرين مندوبًا منتخبًا، بالإضافة إلى اثني عشر عضوًا من مجلس الوزراء وثمانية أعضاء عينهم مباشرة الأمير عيسى بن سلمان آل خليفة.

ينص الدستور الذي تم وضعه على هيئة تشريعية واحدة (المجلس الوطني) تتألف من 30 عضوًا منتخبًا من خلال «الاقتراع العام» (على الرغم من أن الامتياز كان مقصوراً على الذكور)، بالإضافة إلى أربعة عشر وزيراً حكوميًا تم تعيينهم بعشوائية والذين هم أعضاء بحكم مناصبهم. تم سن الدستور بموجب مرسوم أميري في ديسمبر 1973.

تم عقد انتخابات برلمانية واحدة فقط بموجب دستور 1973 قبل أن يتم إلغاءها من قبل الأمير عيسى عيسى في عام 1975. كانت البلاد تخضع لقوانين الطوارئ من عام 1975 إلى عام 2002.